# 荒井駅 (宮城県)

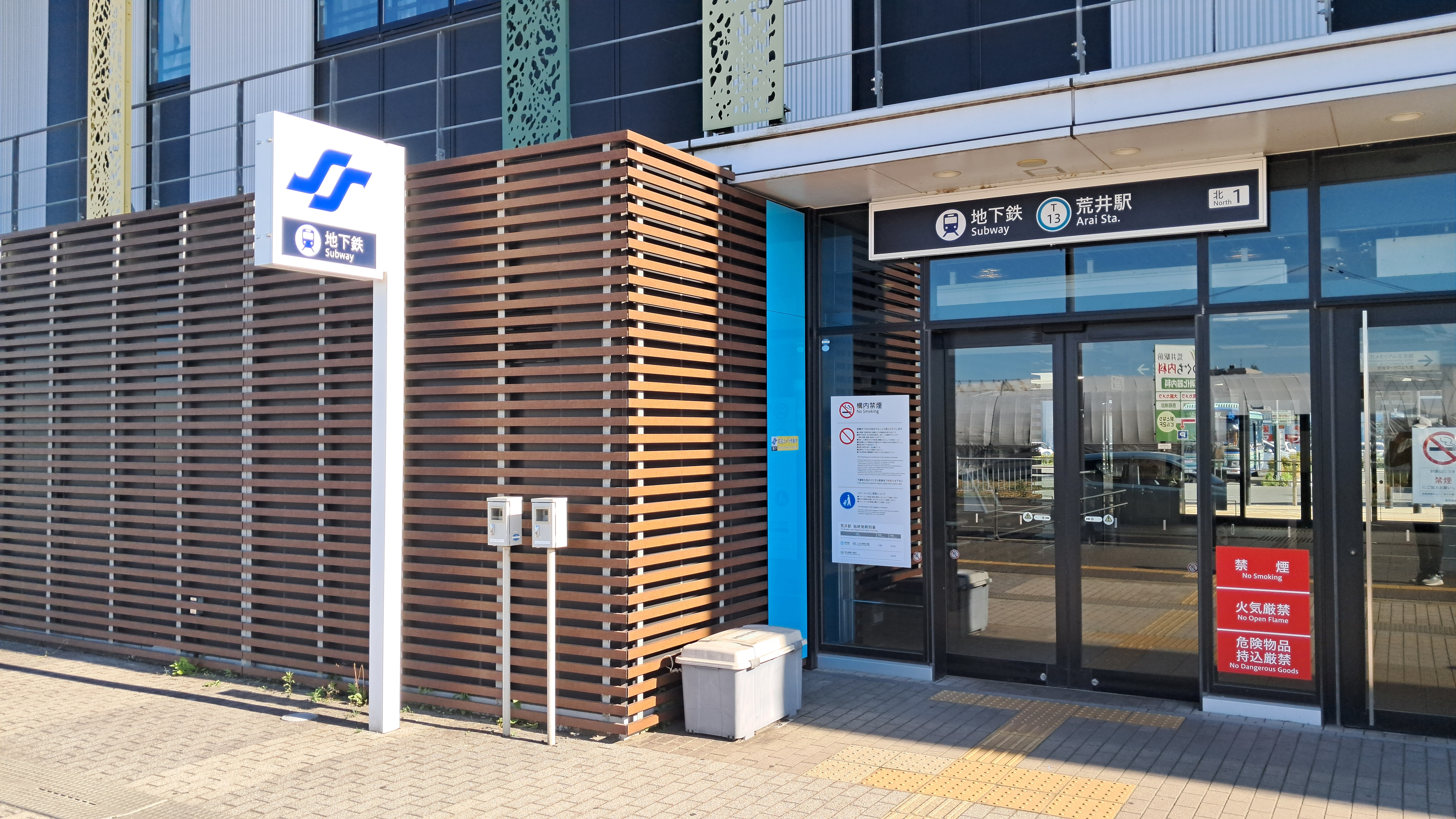
北1出入口（2024年5月）

荒井駅（あらいえき）は、宮城県仙台市若林区荒井字沓形に位置する、仙台市地下鉄東西線の駅。駅番号はT13。副駅名は「大成ハウジング本店前」（2028年（令和10年）3月31日まで）。東西線の終点であり、本州最東の地下鉄駅である。

## 歴史
- 2000年（平成12年）10月 - 駅名「荒井駅（仮称）」を公表[3]。
- 2009年（平成21年） - 着工。
- 2011年（平成23年）3月11日 - 東北地方太平洋沖地震（東日本大震災）により、駅舎建設予定地が地震の被害を受ける。全工区の工事が一時中断。
- 2012年（平成24年）6月 - 駅舎デザインを公表。
- 2013年（平成25年）12月24日 - 駅名「荒井駅」を正式発表。
- 2015年（平成27年）
  - 3月3日 - 東日本大震災の教訓を千年先まで伝えることを目的に、京都市の桜守・第16代佐野藤右衛門から寄贈された祇園しだれ桜を駅前広場に植樹。浪分神社にあやかり「仙台浪分櫻」と命名された[4][5]。
  - 12月6日 - 開業。
  - 12月6日 - 駅舎内に「せんだい3.11メモリアル交流館」が開館。1階の交流スペースのみの限定オープン。
- 2016年（平成28年）
  - 2月13日 - 駅舎2階に「せんだい3.11メモリアル交流館」展示室が完成し、全館オープン[6]。
  - 4月 - 駅舎2階に「荒井マーヤ保育園」が開業[7]。

## 駅構造
地上3階・地下1階建てで、延べ床面積は6,150m2。改札・コンコースが地上1階に、ホームが地下1階にある。駅南側（中央1出入口）に、バスプールを併設した駅前広場が整備されている。なお、東西線において地上駅舎があるのは、当駅と国際センター駅のみ。
東日本大震災の被害を後世に伝えるための伝承施設「せんだい3.11メモリアル交流館」（1階：交流スペース、2階：展示室・スタジオ、3階：屋上庭園）が駅舎内に設置されている。また、駅前広場には「仙台浪分櫻」が植樹されているほか、駅舎2階には2016年より保育園が設置されている。
八木山動物公園駅と異なり八木山動物公園方に渡り線が存在しない。このため、1番線は降車専用ホームであり、列車がそのまま折り返すことはない。1番線を発車した列車は荒井車両基地方面に進み、出入庫線と並行する引上線で折り返したのち、数分後に八木山動物公園行列車として2番線に入線する。

### のりば
| 1 | ■ 東西線 |  | 降車ホーム               |  |
| 2 | ■ 東西線 |  | 仙台・八木山動物公園方面 |  |

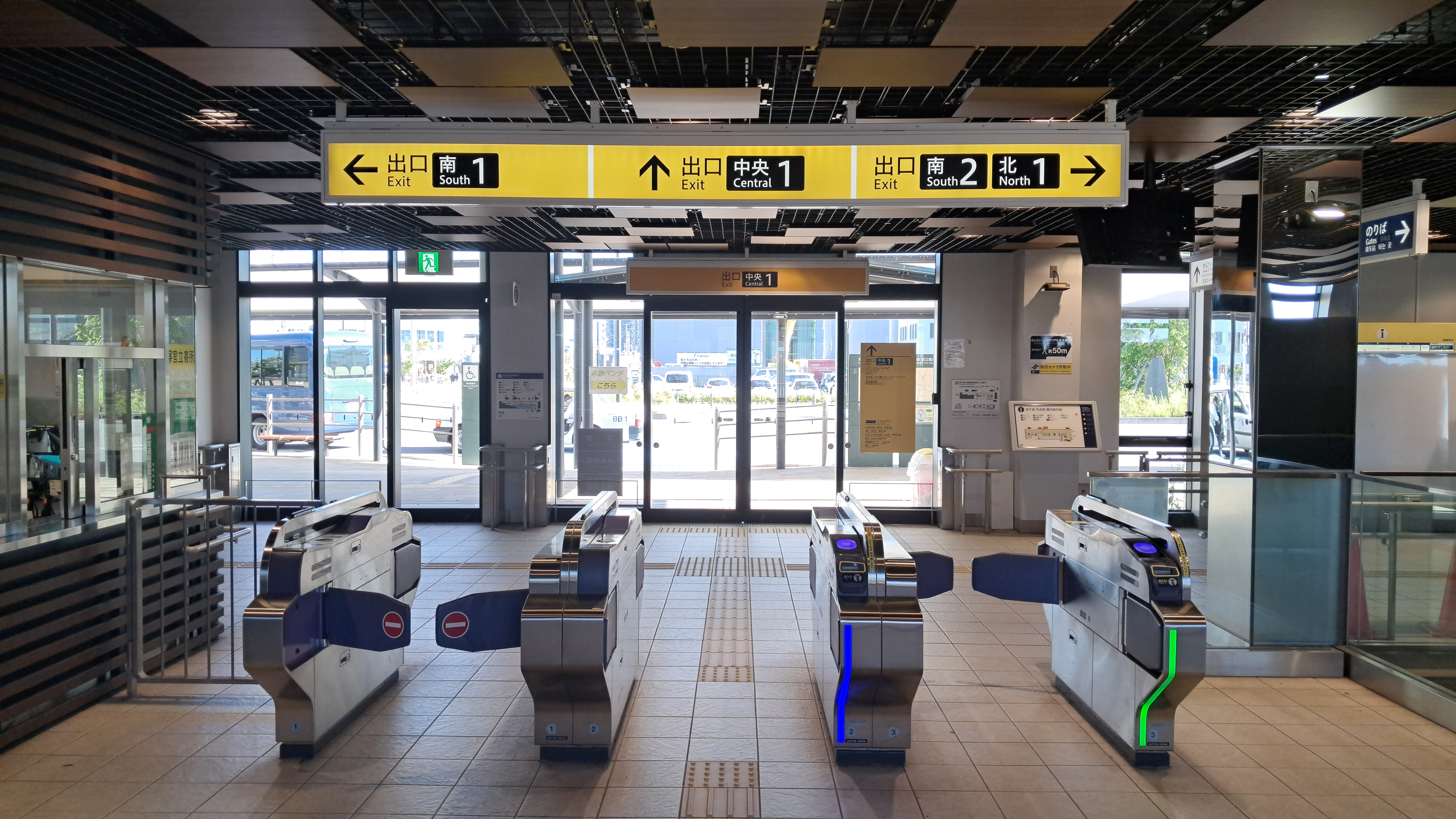
改札口
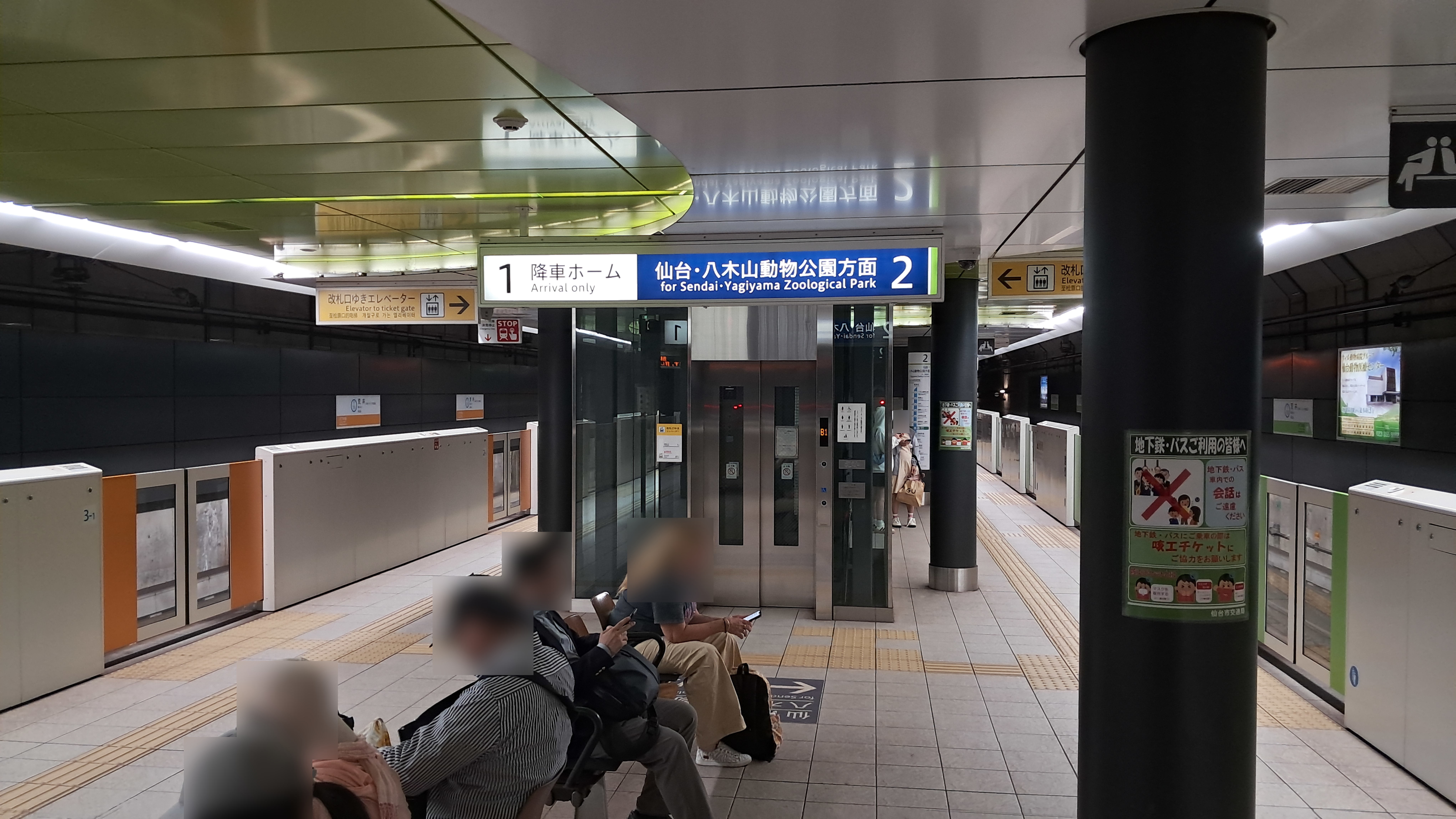
ホーム
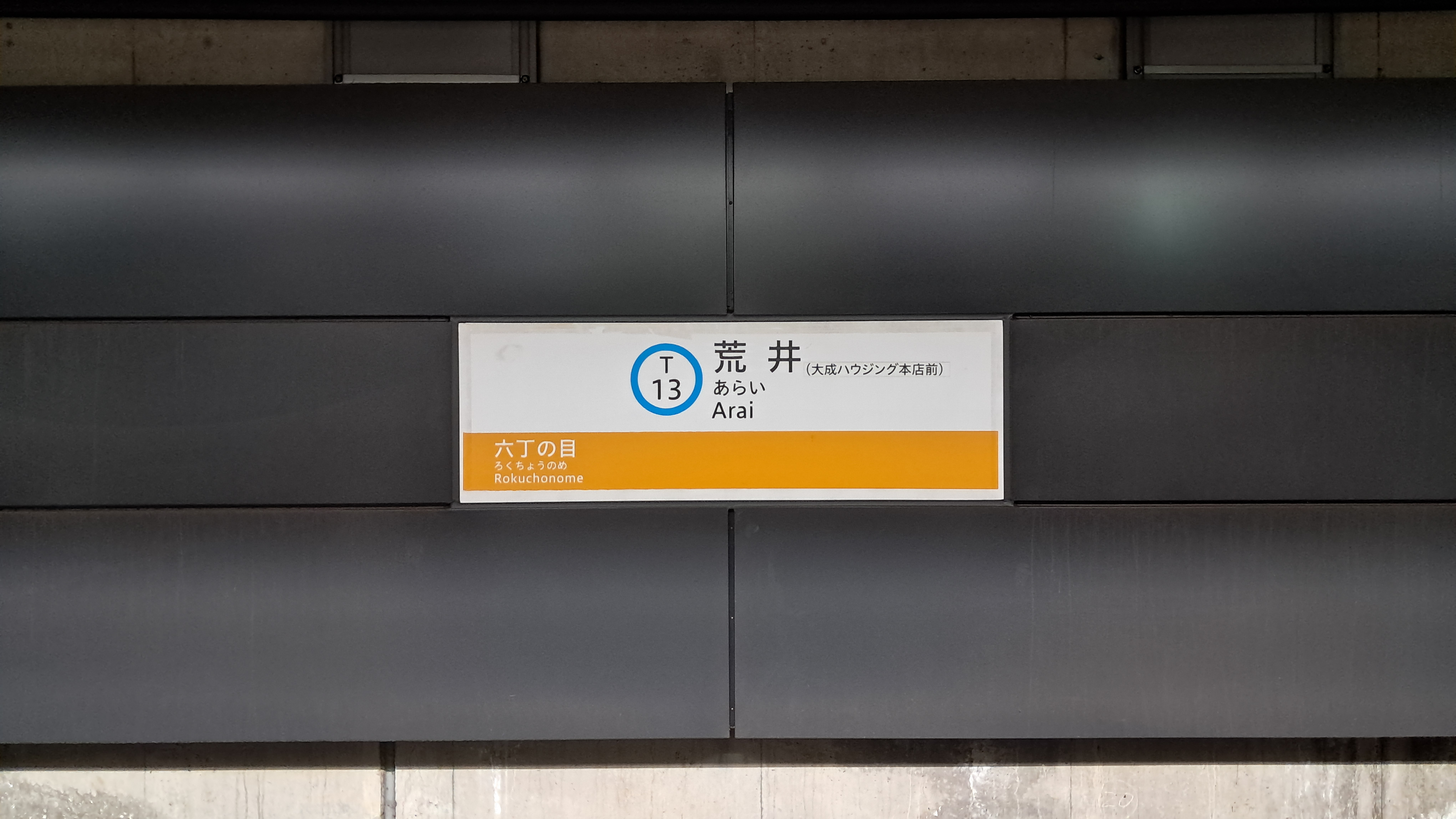
駅名標
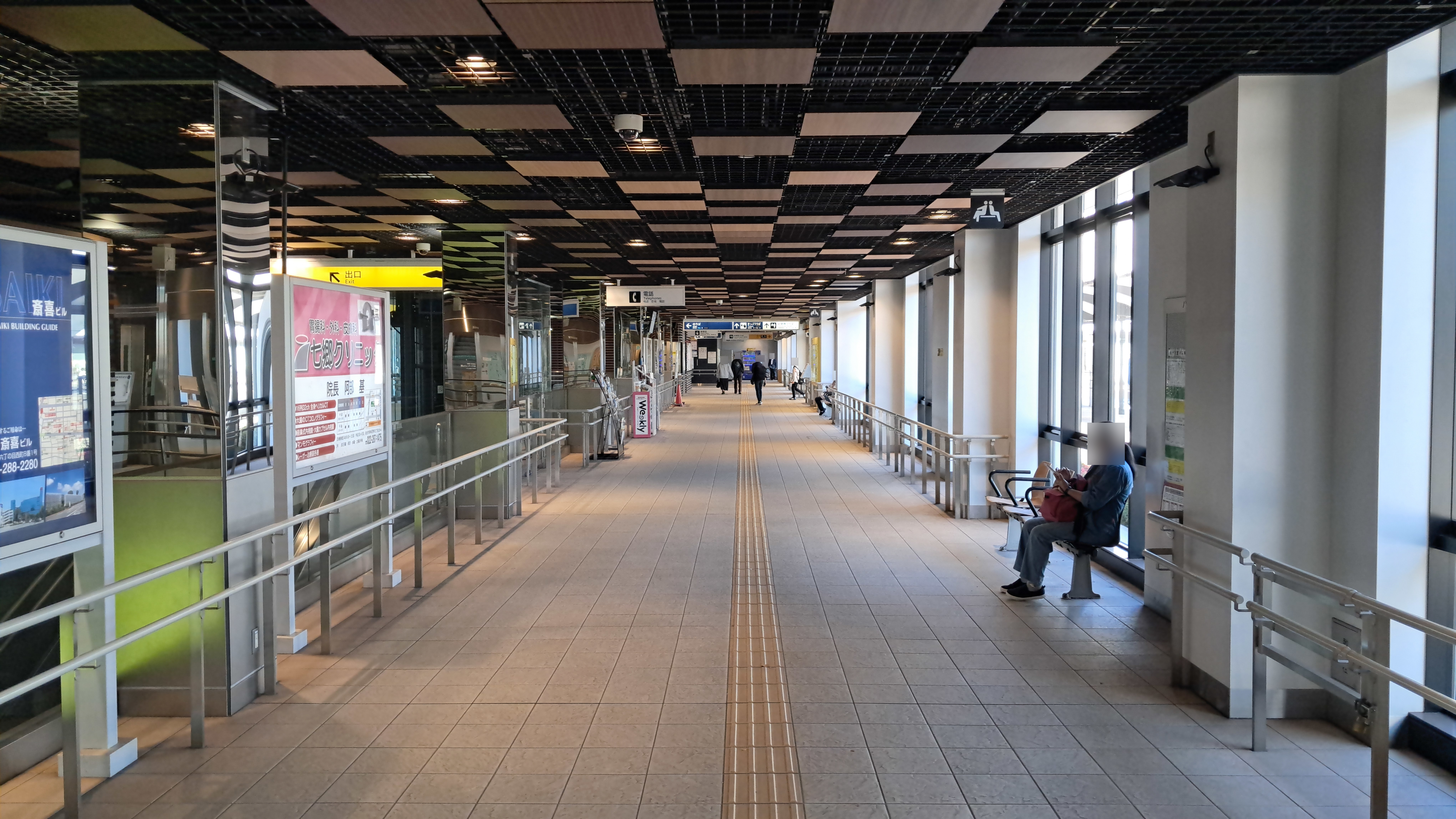
コンコース

## 出入口案内
出入口は南1・2、中央1、北1の計4ヶ所。

### 南1出入口
- タクシーのりば
- 荒井駅前駐車場

### 南2出入口
- バスのりば
- 一般車のりば（送迎用）
- 荒井駅自転車等駐車場

### 中央1出入口
- バス・タクシーのりば
- 仙台浪分櫻

### 北1出入口
- 一般車のりば（送迎用）
- Uminote cycle 01.荒井駅サイクルポート[11]

## 利用状況
| 乗車人員推移 | 乗車人員推移     |
| 年度         | 一日平均乗車人員 |
| ------------ | ---------------- |
| 2015         | 2,254            |
| 2016         | 2,311            |
| 2017         | 2,734            |
| 2018         | 3,118            |
| 2019         | 3,277            |
| 2020         | 2,632            |
| 2021         | 2,906            |
| 2022         | 3,344            |
| 2023         | 3,601            |

### 一日平均乗車人数
- 2023年度（令和5年度）：3,601人[12]

一日平均乗車人員（単位：人/日）

### 備考
- 開業時の一日平均乗車人員は4,456人を見込んでいた。

## 駅周辺
- 荒井車両基地
- 仙台東部道路仙台東IC
- 宮城県道23号仙台塩釜線（産業道路）
- 宮城県道137号荒浜原町線
- 若林警察署
- 荒井東郵便局
- 仙台市立七郷小学校
- 仙台市立七郷中学校
- ローソン仙台荒井駅前店
- ドン・キホーテ六丁の目店
- ヤマザワ荒井店
- アクロスプラザ荒井東
- フレスポ六丁の目南町
  - ヨークベニマル仙台六丁の目店
  - ヴィーフジサキ六丁の目店
- SENDAI GIGS[13]
- サンゲツ東北支社
- 杜の都信用金庫七郷支店
- 仙台農業協同組合七郷支店

## バス乗り場
| のりば | バス会社     | 行き先 |
| ------ | ------------ | --- |
| 1      | 仙台市営バス | [10]若林体育館・自動車団地経由薬師堂駅 [15]若林体育館・宮城運輸支局経由鶴巻循環 [16]若林体育館・東部工業団地経由鶴巻循環 [18][T18]若林体育館経由岡田・新浜・陸前高砂駅 [75][X75]若林体育館経由小鶴新田駅・東仙台営業所 [S207]東部工場団地・原町経由仙台駅 [77]東部工場団地・卸町経由長町駅・長町南駅 [57]東部工場団地・卸町経由旭ケ丘駅 |
| 1      | ミヤコーバス | 仙台うみの杜水族館経由多賀城駅（新型コロナを理由に、23年5月5類移行後の現在も休止中） |
| 2      | 仙台市営バス | [20]農業園芸センター経由震災遺構仙台市立荒浜小学校 [21]四ツ谷→神屋敷直通震災遺構仙台市立荒浜小学校 [23]四ツ谷→神屋敷直通南長沼 [25]四ツ谷・藤田経由霞の目営業所 [M40]中倉一・大和町一経由薬師堂駅 [X40]中倉一・大和町一・薬師堂駅経由古城三丁目霞の目(営) [K512]長屋敷経由交通局東北大学病院 [K516]藤田・三本塚経由交通局東北大学病院 [32]長屋敷経由六郷小学校 [36]藤田・三本塚経由六郷小学校 [30]藤田・東高校入口・郡山三丁目経由長町駅・市立病院 |
| 3      | タケヤ交通   | せんだい海手線ループバス（荒浜・閖上方面） |
| 3      | シャトルバス | アクアイグニス仙台 |

## 隣の駅

### 仙台市地下鉄
■ 東西線
- 六丁の目駅（T12） - 荒井駅（T13）（ - 荒井車両基地）